# Куангтин
Куангтин (вьет. Quảng Tín) — упразднённая провинция Южного Вьетнама. Существовала в 1962—1976 годах. Столица — город Тамки.

## История
Создана 31 июля 1962 года, когда часть провинции Куангнам, находящаяся южнее реки Рури (вьет. Rù Rì), была выделена в отдельную провинцию. Во время Вьетнамской войны была местом активных боевых действий, в том числе операций «Union» и «Union II». Провинция прекратила существование 2 июля 1976, когда в процессе объединения Вьетнама территория Куангтина вновь стала частью провинции Куангнам.

## Состав провинции
| Административные единицы Куангтин | Административные единицы Куангтин | Административные единицы Куангтин |
| Округа (Quận)                     | Население (1965)                  | Количество коммун (xã)            |
| --------------------------------- | --------------------------------- | --------------------------------- |
| Hậu Đức                           | 12 032                            | 14                                |
| Hiệp Đức                          | 15 242                            | 14                                |
| Lý Tín                            | 49 010                            | 8                                 |
| Tam Kỳ                            | 140 787                           | 19                                |
| Tiên Phước                        | 34 462                            | 12                                |
| Thăng Bình                        | 109 564                           | 19                                |
| Итого                             | 361 097                           | 86                                |

## Население
По данным переписи 1965 года, население провинции составляло 361 097 жителей, разделенных на шесть округов (quận), 86 коммун (xã) и 419 деревень (ấp).